# Nederlandse Supercup 1949
De wedstrijd om de Nederlandse Supercup 1949 was de allereerste Supercupwedstrijd in het Nederlandse voetbal.
De wedstrijd werd ter gelegenheid van het 40-jarig jubileum van de Afdeling Nijmegen van de KNVB op 25 juni 1949 om 19.10 uur gespeeld in het Goffertstadion in Nijmegen tussen landskampioen SVV en bekerwinnaar Quick Nijmegen. Scheidsrechter was H.J. Laar uit Zutphen. SVV won voor 15.000 toeschouwers met 2-0 en beide doelpunten vielen in de slotfase. Pas in 1991 kreeg de Supercup een vervolg.

## Wedstrijdgegevens
| Quick (N) | 0 – 2           | SVV |
| | goals (assists) | 82' Jan Schrumpf 84' Henk Könemann |
| | coach           | |
| A. van Wayenburg W. Maalssen Miel de Vos J. Paauwen P. Kruitbosch Fr. van Es Han Engelsman A. de Ligt Fr. van Rooy J. Rozendaal P. Schipperheijn | opstellingen    | Henk Opschoor André Corveleijn Frans Steenbergen Flip van Kan Jan van Schijndel Joop van Meerwijk Arij de Bruijn Henk Könemann Rinus Gosens Jan Schrumpf Arie van Lith |
| | wissels         | |
| | gele kaarten    | |
| | rode kaarten    | |